# Clotiazepam
Clotiazepamul este un medicament de tip tienodiazepină (analog de benzodiazepină), fiind utilizat în tratamentul anxietății și al sindromului de abstinență la alcool. Calea de administrare disponibilă este cea orală.